# Gagan Narang
Gagan Narang (Chenai, 6 de maio de 1983) é um atirador olímpico indiano, medalhista olímpico.

## Carreira
Gagan Narang representou a Índia nas Olimpíadas, em 2004, 2008 e 2012, conquistou a medalha de bronze em 2012, no Rifle 10m.